# El Valle de Hebrón
El Valle de Hebrón (en catalán, La Vall d'Hebron) es un barrio del distrito de Horta-Guinardó, en la ciudad de Barcelona. Se encuentra en la esquina de la Ronda de Dalt y el paseo del Valle de Hebrón y en él se puede encontrar el parque del Valle de Hebrón. 
Se desarrolló a partir del Plan Comarcal de 1953, con la construcción de polígonos de bloques de viviendas. Con los Juegos Olímpicos de Barcelona de 1992 se reordenó la zona y se amplió el ámbito del polígono, destinándose algunos equipamientos deportivos.
En el norte del barrio, cruzando la Ronda de Dalt, se encuentra el barrio de Montbau, donde está el Hospital Universitario Valle de Hebrón, uno de los más importantes de España.

## Historia
El barrio actual tiene su origen en la construcción del polígono de viviendas Parc de la Vall d'Hebron en 1968. Dicho polígono se construyó en tierra de las antiguas fincas de can Travi Vell y can Travi Nou, can Marcet (salesianos), can Brasó y can Rossell, que era territorio del antiguo municipio de Horta.